# Kathryn Bernardo
Kathryn Chandria Manuel Bernardo (sinh ngày 26 tháng 3 năm 1996) là một nữ diễn viên người Philippines. Cô bắt đầu sự nghiệp diễn xuất của mình khi còn là một diễn viên nhí, đóng vai nhí của nhân vật chính trong các bộ phim như It Might Be You (2003), Tình yêu bất tận (2010) và Magkaribal (2010). Cô nổi tiếng sau khi đảm nhận vai chính trong phiên bản làm lại của bộ phim kinh điển Mara Clara (2010) cùng với Julia Montes và từ đó đã khẳng định mình là một trong những diễn viên nổi tiếng và thành công nhất của Philippines trong thế kỷ 21.
Kathryn đứng đầu danh sách những nữ diễn viên có doanh thu cao nhất của ngành điện ảnh Philippines trong thập kỷ 2010, với tổng thu nhập từ phòng vé lên đến hơn 3.8 tỷ Peso. People Asia đã tôn vinh cô là "Nữ hoàng phòng vé" vì Kathryn là người duy nhất có hai bộ phim đạt doanh thu hơn 800 triệu Peso mỗi bộ. Forbes Asia đã xác nhận tầm ảnh hưởng của cô trên truyền thông xã hội tại khu vực châu Á-Thái Bình Dương trong khi Metro Society đưa tên Kathryn vào danh sách những người nổi tiếng nhất trên truyền thông xã hội tại Philippines. EdukCircle cũng đã liệt kê Kathryn vào danh sách những "Người nổi tiếng có ảnh hưởng nhất trong thập kỷ". Điều đặc biệt đáng chú ý, cô xếp thứ hai trong danh sách Top 10 người nổi tiếng kiếm nhiều tiền nhất trên Instagram của NetCredit tại Philippines, với thu nhập lên đến 208 triệu Peso mỗi năm.

## Đời tư
Tên đầy đủ của cô là Kathryn Chandria Manuel Bernardo, sinh ra tại thành phố Cabanatuan, Nueva Ecija nhưng hiện giờ đang sống ở khu biệt thự độc lập tại thành phố Quezon.
Gia đình gồm ba, mẹ, hai chị gái và một anh trai.
Ba cô hiện đang kinh doanh tại quê nhà nơi cô được sinh ra. Mẹ luôn đi cùng Kathryn như một người quản lý và hiện giờ là COO giúp cô quản lý các cửa tiệm làm móng. Chị cả là tiếp viên hàng không. Chị hai từng du học Châu Âu, là y tá và hiện giờ đang cùng mẹ giúp cô quản lý 6 tiệm làm móng của gia đình - Kathnails. Anh trai tốt nghiệp ngành nha sĩ. Riêng cô, mặc dù lịch làm việc bận rộn,cô vẫn đang theo học ngành kế toán và là CEO cho việc kinh doanh của gia đình mình.

## Con đường nghệ thuật
Kathryn Bernardo bắt đầu sự nghiệp diễn xuất khi chỉ mới 7 tuổi (năm 2003) với bộ phim đầu tay của cô là It Might Be You với vai Cielo (lúc trẻ). Sau đó cô cũng tham gia nhiều bộ phim như Vietnam rose, Growing Up, Endless love.... Nhưng chỉ sau thành công vang dội của bộ phim Mara Clara (2010) - tên Việt Nam: Trò đùa của số phận (đóng cùng Julia Montes), tên tuổi của cô mới thực sự được biết tới và bắt đầu tạo vị trí trong làng giải trí Philippines. Bộ phim gây được ấn tượng với khán giả trong và ngoài nước, cô cũng nhận được sự tán dương từ giới chuyên môn trong khu vực về khả năng diễn xuất. Một năm sau, cô tiếp tục gây ấn tượng khi tham gia một series phim truyền hình lãng mạn Princess And I, cùng với sự góp mặt của Daniel Padilla.
Năm 2013, sự nghiệp diễn xuất của cô tiếp tục thăng hoa với bộ phim truyền hình Got to believe (Hãy tin em thêm lần nữa). Trong phim cô vào vai cô bé Chichay (Cristina Carlotta Tampipi) hồn nhiên, vui tươi, làm bảo mẫu cho Wacky (Joanquin) - một cậu chủ kì quặc... Năm 2015, bộ phim được chiếu tại Việt Nam trên kênh truyền hình TodayTV và được khán giả Việt Nam đón nhận tích cực.
Đến đầu tháng 1 năm 2016, cô và bạn đồng hành Daniel Padilla đã tới Việt Nam và vinh dự nhận giải thưởng Ngôi sao Xanh cho hạng mục Nam/ Nữ diễn viên nước ngoài được yêu thích nhất.
Vào khoảng cuối năm 2015 - đầu 2016, cô và bạn diễn lại tiếp tục mang đến cho khán giả quê nhà bộ phim đầy bi kịch Pangako Sa'yo (Hẹn ước tình yêu) - là phiên bản làm lại của bộ phim cùng tên năm 2000. Bộ phim một lần nữa khẳng định tài năng của cô trong lĩnh vực diễn xuất. Cô nhận được nhiều lời khen,nhận xét tích cực từ khán giả và giới chuyên môn... Bộ phim cũng đạt rating cao trên toàn quốc đặc biệt tập cuối đạt 44,5%. Nhờ Pangako Sa'yo, cô cũng đã nhận nhiều giải thưởng uy tín cho hạng mục Nữ diễn viên xuất sắc nhất, Bộ phim truyền hình được yêu thích nhất. Sau đó, cô, Daniel Padilla và bộ phim cũng đã được đề cử hạng mục Nam/Nữ diễn viên nước ngoài được yêu thích nhất và Bộ phim nước ngoài được yêu thích nhất tại giải thưởng Ngôi Sao Xanh 2017. Cô và Daniel đã vinh dự một lần nữa nhận được giải thưởng này và đã gửi video cám ơn đến với người hâm mộ Việt Nam ngay trong lễ trao giải. 
Không chỉ thành công trong mảng truyền hình, Kathryn Bernardo cũng khẳng định tầm ảnh hưởng của mình trong mảng điện ảnh với nhiều bộ phim đạt doanh thu cao. Tất cả phim điện ảnh của cô đều có sự tham gia ăn ý với bạn diễn Daniel Padilla. Cô tham gia trong phim điện ảnh Pagpag,24/7 In Love....Đến năm 2013,cô thủ vai chính (Pachot) trong phim Must be...Love (Hẳn là...Yêu) cùng với bạn diễn lâu năm Daniel Padilla. Bộ phim đầu tay này của cô đạt doanh thu 113 triệu Pê-sô sau 3 tuần công chiếu (gần 60 tỷ VN đồng).
Đến năm 2015,cô tiếp tục mang đến cho khán giả một bộ phim hài hước, nhưng đầy ý nghĩa sâu sắc Crazy Beautiful You .Bộ phim đạt 38 triệu Pê-sô trong ngày đầu tiên công chiếu (30 tỷ VND) và tổng doanh thu đạt 322 triệu Pê-so (170 tỷ VNĐ). Ngoài ra còn có phim She's dating the gangster, Barcelona: A love Untold, Can't help falling in love tất cả đều đạt doanh thu trên 300 triệu Pê-so. Đặc biệt,Barcelona: A Love Untold cũng đã được công chiếu trên màn ảnh lớn Việt Nam vào tháng 12, 2016.
Sau thành công của 5 bộ phim, Kathryn Bernardo và Daniel Padilla (gọi tắt là KathNiel) trở thành cặp đôi đầu tiên của Philippines kiếm được 1 tỷ Pê-sô (hơn 500 tỷ đồng) chỉ sau 5 bộ phim,và được khán giả gọi là " One Billion Loveteam". Hơn nữa, cả hai cũng trở thành cặp đôi trẻ nhất giành được danh hiệu Box Office King and Queen (Nữ hoàng và Ông hoàng phòng vé) ở giải thưởng " Box Office Entertainment Awards" lần thứ 48.
KathNiel đã cho ra mắt bộ phim mới The How's Of Us nửa cuối năm 2018 và là bộ phim bom tấn của mùa thu với doanh thu hơn 800 tỷ Pê-sô. Với thành công này, cặp đôi đã lần nữa khẳng định tài năng của mình và được vinh danh The Phenomenal Box Office King and Queen.

## Sách
Nhân dịp sinh nhật lần thứ 20, Kathryn cho ra mắt cuốn sách đầu tay mang tên " Everyday Kath: 365 ways to be A Teen Queen ".Với cuốn sách của mình, nữ diễn viên Kathryn Bernardo không chỉ chia sẻ những mẹo thời trang, làm đẹp và làm tóc mà còn cả những bài học cuộc sống mà cô tích lũy được khi cô đã bước sang tuổi 20. Đồng thời cũng có những lời khuyên cho giới trẻ về cái cách cô thành công và trở thành Nữ hoàng của giới trẻ. Cuốn sách đã được bán ra với số lượng lớn,và là cuốn sách bán chạy nhất Philippines trong nhiều tháng liên tiếp.

## Ước tính thu nhập

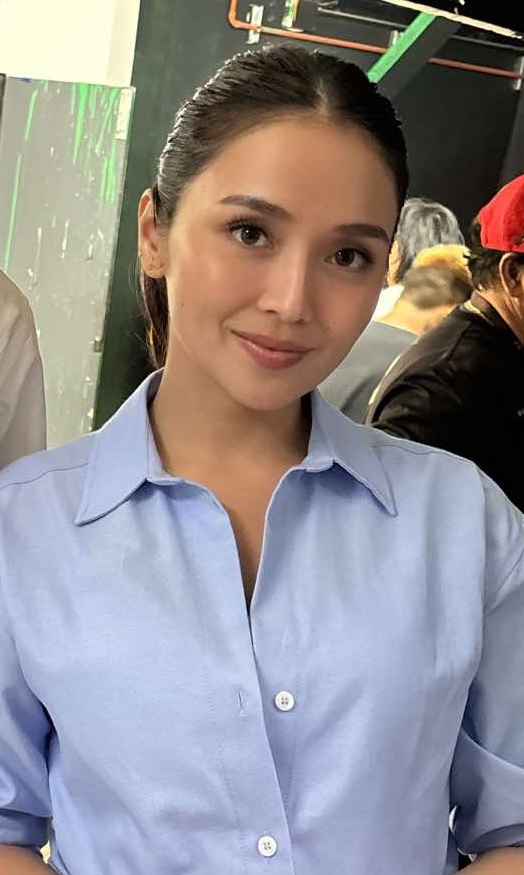
Bernardo vào năm 2025

Theo ước tính của Philnews .Kathryn nhiều năm liền thuộc top những ngôi sao trẻ có thu nhập cao nhất Philippines với ước tính thu nhập hằng năm là 500 triệu Pê-sô (hơn 250 tỷ đồng). Số tiền này từ việc cô tham gia diễn xuất, tham gia show, sự kiện, đại diện thương hiệu, người mẫu ảnh, báo....
Hiện tại, cô cũng là một trong những diễn viên sở hữu nhiều hợp đồng quảng cáo nhất quê nhà, với rất nhiều nhãn hàng nổi tiếng như: Pond's,Sunsilk,Rejoice, Nescafe,KFC,Vivo,Avon,BENCH,Ajinomoto, Oishi,Vivo,Canon,Olay,Lactacyd,Smart C,Whisper,Sterling Notebooks, Unisilver,Primadone Shoes, Toppo,Pentel,Rice In A box,Ruffles Bags,Ora Care,Huawei,Juicy Cologne,San Marino,Air Optix,Buscupan Venus,YOT,PIMP Kicks,Pepsi, Ion Gatorade,Happy Skin,Fresh
Gần đây cô cùng Daniel Padilla trở thành đại sứ của Tổ chức chống dọa nạt trên mạng trên toàn thế giới (cyberbullying). Kathryn cũng là đại sứ cho nhiều tổ chức từ thiện để giúp đỡ trẻ em bị tật hở hàm ếch.

## Liên kết xã hội Twitter,Instagram,Facebook
Kathryn thuộc top 5 người nổi tiếng có lượng người theo dõi nhiều nhất trên Twitter và Instagram với hơn 10,3 triệu trên twitter; gần 13 triệu trên Instagram và hơn 2,5 triệu lượt thích trên Facebook.
Twitter:https://twitter.com/bernardokath?lang=vi
Instagram:https://www.instagram.com/bernardokath/.
Facebook:https://www.facebook.com/search/top?q=kathryn%20bernardo%20official
Kathryn cũng là diễn viên Philippines đầu tiên sở hữu một bức ảnh đạt 500 nghìn like chỉ trong chưa đầy một tháng.

## Đĩa nhạc và video ca nhạc

### Album
| Năm  | Tên album | Ca sĩ   | Thông tin                                                                                         | Chứng nhận | Ref.                 |
| ---- | --------- | ------- | ------------------------------------------------------------------------------------------------- | ---------- | -------------------- |
| 2014 | Kathryn   | Kathryn | - Ngày phát hành: ngày 26 tháng 11 năm 2014 - Đạo diễn: Jonathan Manalo - Hãng thu âm: Star Music | Bạch kim   | [ 16 ] [ 17 ] [ 18 ] |

### Video ca nhạc
| Năm  | Tiêu đề           | Ca sĩ              | Thông tin | Ref.   |
| ---- | ----------------- | ------------------ | --- | ------ |
| 2014 | PinaSmile         | với Daniel Padilla | - Album: ABS-CBN Summer Station ID - Sản xuất bởi: Peewee Gonzales and Paolo Ramos - Đạo diễn: Christian Faustino - Hãng thu âm: ABS-CBN | [ 19 ] |
| 2014 | You Don't Know Me | Herself            | ngày 24 tháng 12 năm 2014 |        |
| 2014 | Mr. Dj            | Herself            | ngày 8 tháng 3 năm 2015 |        |

## Phim

### Truyền hình
| Phim truyền hình | Phim truyền hình                         | Phim truyền hình                               | Phim truyền hình   | Phim truyền hình                                 |
| Năm              | Phim                                     | Vai diễn                                       | Hãng phim sản xuất | C.t.                                             |
| ---------------- | ---------------------------------------- | ---------------------------------------------- | ------------------ | ------------------------------------------------ |
| 2003             | It Might Be You                          | Young Cielo                                    | ABS-CBN            | [ 20 ]                                           |
| 2004             | Krystala                                 | Bulinggit                                      | ABS-CBN            | [ 21 ]                                           |
| 2005             | Vietnam Rose                             | Young Carina                                   | ABS-CBN            | [ 20 ]                                           |
| 2005–2010        | Goin' Bulilit                            | Herself                                        | ABS-CBN            | [ 20 ]                                           |
| 2006             | Gulong ng Palad                          | Young Mimi                                     | ABS-CBN            | [ 20 ]                                           |
| 2006             | Maalaala Mo Kaya: Palaisdaan             | Young Lina                                     | ABS-CBN            |                                                  |
| 2006–2007        | Super Inggo                              | Maya                                           | ABS-CBN            |                                                  |
| 2006             | Komiks: Bandanang Itim                   | Juliana                                        | ABS-CBN            |                                                  |
| 2007             | Pangarap na Bituin                       | Young Chorva                                   | ABS-CBN            |                                                  |
| 2007–2008        | Prinsesa ng Banyera                      | Young Mayumi                                   | ABS-CBN            |                                                  |
| 2008             | Maalaala Mo Kaya: Bracelet               | Zorayda                                        | ABS-CBN            |                                                  |
| 2009–2010        | Super Inggo at ang Super Tropa           | Maya                                           | ABS-CBN            |                                                  |
| 2009             | Maalaala Mo Kaya: Blusa                  | Young Nympha                                   | ABS-CBN            |                                                  |
| 2009             | Your Song: You Know It's Christmas       | Stephanie                                      | ABS-CBN            |                                                  |
| 2009             | Maalaala Mo Kaya: Karnabal               | Paloma                                         | ABS-CBN            |                                                  |
| 2010             | Magkaribal                               | Young Anna Abella/Victoria Valera              | ABS-CBN            | [ 20 ]                                           |
| 2010             | Endless Love (Chân trời có em)           | Young Jenny                                    | GMA Network        |                                                  |
| 2010–2011        | Mara Clara (Trò đùa của số phận)         | Mara David/Del Valle                           | ABS-CBN            | [ 22 ] [ 23 ] [ 24 ] [ 25 ] [ 26 ] [ 27 ] [ 28 ] |
| 2010             | Shoutout!                                | Herself                                        | ABS-CBN            |                                                  |
| 2011             | ASAP                                     | Herself                                        | ABS-CBN            |                                                  |
| 2011             | Wansapanataym: Apir Disapir              | Jenny Diwani                                   | ABS-CBN            |                                                  |
| 2011–2012        | Growing Up                               | Ella Dimalanta                                 | ABS-CBN            | [ 30 ] [ 31 ]                                    |
| 2012             | Maalaala Mo Kaya: Ensaymada              | Dang                                           | ABS-CBN            |                                                  |
| 2012             | Princess and I                           | Mikay Maghirang/Princess Ariya                 | ABS-CBN            | [ 32 ] [ 33 ] [ 34 ] [ 35 ] [ 36 ] [ 37 ]        |
| 2012             | Kailangan Ko'y Ikaw                      | Young Roxanne Manrique                         | ABS-CBN            |                                                  |
| 2014             | Be Careful With My Heart                 | Felicidad Marcelo                              | ABS-CBN            |                                                  |
| 2013-2014        | Got to Believe (Hãy tin em thêm lần nữa) | Cristina "Chichay" Carlotta Tampipi            | ABS-CBN            |                                                  |
| 2015-2016        | Pangako Sa 'Yo (Hẹn ước tình yêu)        | María Amor de Jesús / Ynamorata "Yna" Macaspac | ABS-CBN            |                                                  |
| 2017             | La Luna Sangre (Vầng trăng máu)          | Malia Rodriguez                                | ABS-CBN            |                                                  |
| 2021             | Pangako, Ikaw Lang                       |                                                | ABS-CBN            |                                                  |
|                  | Pangarap Ko Ang Ibigin Ka                |                                                | ABS-CBN            |                                                  |

### Điện ảnh
| Năm  | Phim                                         | Vai diễn                               | Hãng phim sản xuất                                 | C.t. |
| ---- | -------------------------------------------- | -------------------------------------- | -------------------------------------------------- | ---- |
| 2011 | Way Back Home                                | Ana Bartolome / Joanna Liezl Santiago  | Star Cinema                                        |      |
| 2011 | Shake, Rattle & Roll 13                      | Lucy                                   | Regal Entertainment, Inc. & Regal Multimedia, Inc. |      |
| 2012 | Sisterakas                                   | Katherine "Kathy" Maningas             | Star Cinema & Viva Films                           |      |
| 2012 | 24/7 in Love                                 | Jane Dela Cuesta                       | Star Cinema                                        |      |
| 2013 | Must Be...Love                               | Princess Patricia "Patchot" Espinosa   | Star Cinema                                        |      |
| 2013 | Pagpag: Siyam na Buhay                       | Leni Dela Torre                        | Star Cinema & Regal Films                          |      |
| 2014 | She's Dating The Gangster                    | Young Athena Dizon/Kelay Dizon         | Star Cinema & Summit Media                         |      |
| 2015 | Crazy Beautiful You                          | Jacqueline "Jackie" Serrano            | Star Cinema                                        |      |
| 2016 | Barcelona: A Love Untold                     | Mia Dela Torre / Celine Antipala       | Star Cinema                                        |      |
| 2017 | Can't Help Falling In Love                   | Gabriela "Gab" Benedictos De La Cuesta | Star Cinema                                        |      |
| 2018 | Three Words To Forever                       | Tin Andrada                            | Star Cinema                                        |      |
| 2018 | The Hows Of Us                               | Georgina "George" Reyes                | Star Cinema                                        |      |
| 2019 | Hello, Love, Goodbye Xin chào, Yêu, Tạm Biệt | Joy Marie Fabregas                     | Star Cinema                                        |      |

| Năm  | Tên phim                  | Vai diễn                        | Hãng sản xuất                                      | Ghi chú        | C.t.          |
| ---- | ------------------------- | ------------------------------- | -------------------------------------------------- | -------------- | ------------- |
| 2004 | Gagamboy                  | Tsoknat                         | MAQ Productions & Regal Entertainment              |                |               |
| 2005 | Nasaan Ka Man             | Pilar                           | Star Cinema                                        |                |               |
| 2006 | Tatlong Baraha            | Inah Valiente                   | Violett Films                                      |                | [ 38 ] [ 39 ] |
| 2008 | Supahpapalicious          | Special Guest                   | Star Cinema                                        |                | [ 40 ]        |
| 2011 | Way Back Home             | Joanna Santiago / Ana Bartolome | Star Cinema                                        |                |               |
| 2011 | Shake, Rattle & Roll 13   | Lucy                            | Regal Entertainment, Inc. & Regal Multimedia, Inc. | Part 2: Parola |               |
| 2012 | 24/7 in Love              | Jane Dela Cuesta                | Star Cinema                                        |                |               |
| 2012 | Sisterakas                | Katherine "Kathy" Maningas      | Star Cinema & Viva Films                           |                |               |
| 2013 | Must Be... Love           | Patricia "Patchot" Espinosa     | Star Cinema                                        |                | [ 41 ]        |
| 2013 | Pagpag: Siyam na Buhay    | Leni dela Torre                 | Star Cinema & Regal Films                          |                | [ 42 ]        |
| 2014 | She's Dating the Gangster | Athena Dizon / Kelay Dizon      | Star Cinema & Summit Media                         |                | [ 43 ]        |
| 2015 | Crazy Beautiful You       | Jacqueline "Jackie" Serrano     | Star Cinema                                        |                | [ 44 ]        |

## Giải thưởng và đề cử
| Năm  | Giải thưởng                 | Thể loại               | Kết quả   | Ghi chú |
| ---- | --------------------------- | ---------------------- | --------- | ------- |
| 2011 | Yahoo! Philippines OMG!Giải | Awesome Young Actress  | Đoạt giải | [ 45 ]  |
| 2012 | Yahoo! Philippines OMG!Giải | Most Promising Actress | Đoạt giải | [ 46 ]  |